# بيل بلير (مهندس)
بيل بلير (بالإنجليزية: Bill Blair)‏ هو مهندس أمريكي، ولد في 14 يوليو 1911 في هاي بوينت في الولايات المتحدة، وتوفي في 2 نوفمبر 1995.